# 瀧本麻衣子
瀧本麻衣子（たきもと まいこ）は、ヴィオラ奏者。弦楽四重奏団のクァルテット・ヴェーネレのメンバー。
2006年ウィーン国立音大主催夏期国際アカデミーにてArtis-Preisを受賞し、小澤征爾音楽塾オペラプロジェクトVII、若い人のための「サイトウ・キネン室内楽勉強会」に参加。また、クァルテット・ヴェーネレとして、松尾学術振興財団から助成金を受ける。東京藝術大学音楽学部附属音楽高等学校を卒業。東京藝術大学音楽学部を卒業。現在、シュトゥットガルト音楽演劇大学に在学中。

## 師事歴
- 菅沼準二
- 川本嘉子
- 今井信子
- 川崎雅夫
- アンドラ・ダルジンズ (Andra Darzins)